# Saint-M’Hervon
Saint-M’Hervon (bretonisch: Lanvaelvon, Gallo: Saent-Mervon) ist eine Ortschaft und eine Commune déléguée in der französischen Gemeinde Montauban-de-Bretagne mit 642 Einwohnern (Stand: 1. Januar 2022) im Département Ille-et-Vilaine in der Region Bretagne. Die Einwohner werden Saint-M’Hervonais genannt.
Die Gemeinde Saint-M’Hervon wurde am 1. Januar 2019 mit Montauban-de-Bretagne zur Commune nouvelle Montauban-de-Bretagne zusammengeschlossen. Sie gehörte zum Arrondissement Rennes und war Teil des Kantons Montauban-de-Bretagne.

## Geographie
Saint-M’Hervon liegt etwa 40 Kilometer westnordwestlich von Rennes. Umgeben wurde die Gemeinde Saint-M’Hervon von den Nachbargemeinden Médréac im Norden sowie Montauban-de-Bretagne im Süden.

## Bevölkerungsentwicklung
| Jahr                      | 1962 | 1968 | 1975 | 1982 | 1990 | 1999 | 2006 | 2013 |
| Einwohner                 | 136  | 158  | 152  | 174  | 240  | 317  | 402  | 530  |
| Quelle: Cassini und INSEE |      |      |      |      |      |      |      |      |

## Sehenswürdigkeiten

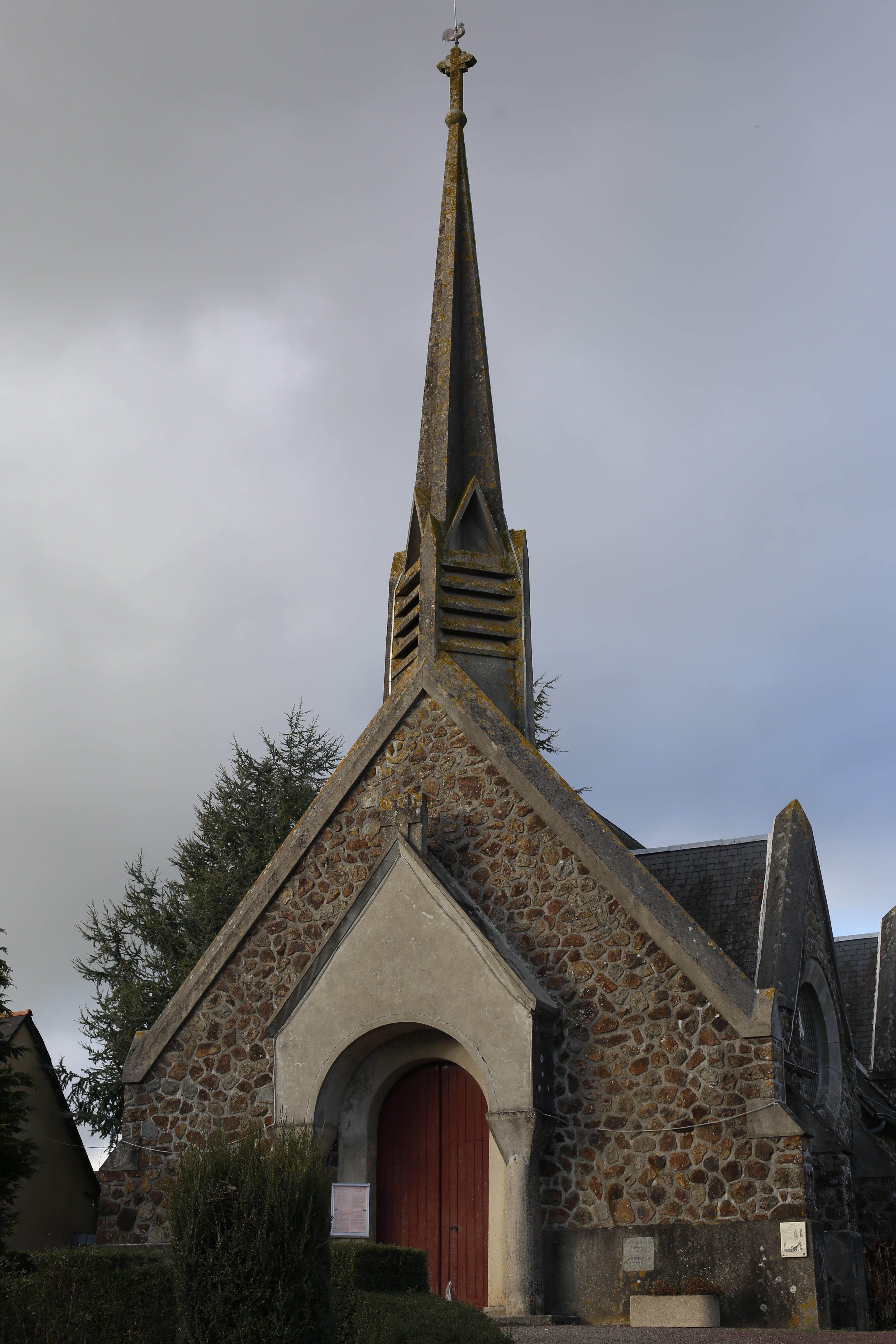
Kirche Saint-Mervon

- Kirche Saint-Mervon